# Joan Porqueras i Mas
Joan Porqueras i Mas (Barcelona, 19 d'abril de 1899 - Barcelona, 13 de juny de 1969) fou un fotògraf català. Fou un dels responsables de la fundació de l'Agrupació Fotogràfica de Catalunya, juntament amb altres fotògrafs com Joaquim Pla Janini, Claudi Carbonell, Pere Català i Pic, Otto Lloyd o Agustí Centelles.

## Biografia
Va néixer al carrer de Manso de Barcelona, fill de Jaume Porqueras i Biosca i de Dolors Mas i Puigdengolas, ambdós naturals de Barcelona. Va tenir altres germans, com ara els bessons Manuel i Martí (16 de juliol de 1887), els bessons Jaume i Martí (8 de desembre de 1888), Dolors (10 de setembre de 1890) i Maria Anna (15 d'agost 1892).
Plàsticament la seva obra es diferencia de la dels seus contemporanis, ja que Porqueres trià la ciutat com a temàtica, allunyant-se dels cànons pictorialistes de l'època. Són famoses les seves fotografies amb plans experimentals, com les presses zenitals, els picats i els contrapicats.
Es pot veure un exemple d'això en la seva obra "Les goudronneurs", present a la col·lecció permanent del Museu Nacional d'Art de Catalunya.